# Jmerynka
Jmerynka (en ukrainien : Жмеринка) ou Jmerinka (en russe : Жмеринка ; en polonais : Żmerynka) est une ville de l'oblast de Vinnytsia, en Ukraine, et le centre administratif du raïon de Jmerynka. Sa population s'élevait à 35 354 habitants en 2014.

## Géographie
Jmerynka se trouve à 34 km au sud-ouest de Vinnytsia et à 234 km au sud-ouest de Kiev et possède sa gare ferroviaire.

## Histoire
La première mention de Jemrynka remonte au XVIIIe siècle. Elle reçoit le statut de ville en 1903. Jmerynka est devenue un important carrefour ferroviaire.

## Population
Recensements (*) ou estimations de la population :
| 1923*  | 1926*  | 1939*  | 1959*  | 1970*  | 1979*  |
| ------ | ------ | ------ | ------ | ------ | ------ |
| 16 615 | 19 560 | 23 703 | 29 368 | 36 195 | 38 364 |

| 1989*  | 2001*  | 2011   | 2012   | 2013   | 2014   |
| ------ | ------ | ------ | ------ | ------ | ------ |
| 41 080 | 37 349 | 35 431 | 35 452 | 35 390 | 35 354 |

## Jumelages
- Shaki (Azerbaïdjan)
- Skarżysko-Kamienna (Pologne)